# Belgisch kampioenschap tijdrijden voor dames aspiranten

De Belgische kampioenentrui

Het Belgisch kampioenschap tijdrijden voor Dames Aspiranten is een jaarlijkse tijdrit in België voor rensters van 12 tot en met 14 jaar met Belgische nationaliteit. In elke afzonderlijke leeftijd wordt gereden voor de nationale titel.

## Erelijst

### Eerstejaars
| Jaar | Plaats                | Winnaar                 | 2de                   | 3de               |
| 2008 | Ciney                 | Femke Van Den Driessche | Saartje Vandenbroucke | Laura Verdonschot |
| 2007 | Frasnes-lez-Buissenal | Dana Lodewyks           | Demmy Druyts          | Laura Donders     |
| ...  | ...                   | ...                     | ...                   | ...               |

### Tweedejaars
| Jaar | Plaats                | Winnaar       | 2de           | 3de          |
| 2008 | Ciney                 | Lotte Kopecky | Dana Lodewyks | Demmy Druyts |
| 2007 | Frasnes-lez-Buissenal | Jessy Druyts  | Nele Seghers  | Evy Roelen   |
| ...  | ...                   | ...           | ...           | ...          |

### Derdejaars
| Jaar | Plaats                | Winnaar         | 2de          | 3de              |
| 2008 | Ciney                 | Evy Roelen      | Nele Seghers | Jessy Druyts     |
| 2007 | Frasnes-lez-Buissenal | Steffi Lodewyks | Lisa Bogaert | Marlène Wintgens |
| ...  | ...                   | ...             | ...          | ...              |